# Belgrade (Nebraska)
Belgrade je selo u američkoj saveznoj državi Nebraska. Prema popisu stanovništva iz 2010. u njemu je živjelo 126 stanovnika.